# Puddington (Cheshire)
Pour les articles homonymes, voir Puddington.
Puddington est un village et une paroisse civile située dans l'autorité unitaire de Cheshire West and Chester, dans le comté traditionnel du Cheshire, en Angleterre ; la paroisse est située au sud-est de la ville de Neston et est adjacente à la frontière avec le pays de Galles.
La paroisse civile de Puddington comprend les hameaux de Badger's Rake (partie), Benty Heys et Croxton Wood ainsi que les villages de Shotwick et Woodbank. Une partie de Two Mills faisait également partie de ses limites jusqu'en 2015. À partir de 2021, Puddington fait partie du ward de Saughall et Mollington de l'autorité unitaire du Cheshire West and Chester. Le village se trouve dans la circonscription parlementaire de City of Chester. 

## Histoire
Le nom dérive du vieil anglais, signifiant probablement « ferme ou établissement de Put(t)a ».
Puddington est enregistré dans le Domesday Book de 1086 sous le nom de Potitone dans le Wilaveston Hundred du Cheshire. Dix feux sont répertoriés : quatre villageois, quatre petits propriétaires, un esclave et un «cavalier».
La population est estimée à 139 habitants en 1801, 176 en 1851, 126 en 1901 et 410 en 1951. Elle nombre 325 en 2001 et 381 en 2011.
Anciennement un canton de la paroisse de Burton du Wirral Hundred, il devient une paroisse civile en 1866. Puddington est ajouté au district rural de Wirral en 1894, puis à partir de 1933, la majeure partie du village fait partie du district rural de Chester. Ce dernier est supprimé le 1er avril 1974, lorsque la réorganisation du gouvernement local en Angleterre et au Pays de Galles crée le district non métropolitain de Chester,.